# Cal Roma
Cal Roma és una obra de Collsuspina (Moianès) inclosa a l'Inventari del Patrimoni Arquitectònic de Catalunya.

## Descripció
Casa de notables dimensions amb teulada a dues vessants amb aiguavés a les façanes laterals. La façana principal presenta discontinuïtat degut a la diferent disposició dels balcons i finestres. Hi ha dos portals, un datat el 1844 i amb motius menestrals, l'altra amb data del 1788.

## Història
Segons ens indica les grafies de les llindes susdita casa fou una antiga ferreria.